# Альбасете
Альбасе́те (исп. Albacete) — город на юго-востоке Испании, административный центр провинции Альбасете. Население — 159,5 тыс. (2005).
Расположенный на юго-востоке Пиренейского полуострова, район вокруг города известен как Лос-Льянос. Он находится на полпути между Мадридом и побережьем Средиземного моря, откуда можно добраться по автомагистрали, железной дороге (включая авеню) и воздуху (аэропорт Альбасете). С населением 173 329 человек (2019 год) это самый большой муниципалитет Кастильи–Ла-Манчи. Муниципалитет Альбасете также является седьмым по величине в Испании по общей площади, составляя 115,91 км2 (434,72 кв. миль). Альбасете является резиденцией регионального Верховного суда.
Среди нескольких праздников, отмечаемых в городе, выделяется сентябрьская Feria de Albacete, объявленная праздником "Международного туристического интереса".

## История
Поселение было основано иберами, как Кельтида, однако точная дата его основания неизвестна. Первое упоминание датируется 744 годом нашей эры, когда эти территории были под господством Омейядского Халифата.
Город был основан на территории разрушенного селения во времена арабского нашествия и первоначальное его название звучало как Аль-Басит. В 1212 году испанцы смогли завоевать Альбасете и поселение перешло к испанцам. Это случилось во времена правления короля Фернандо III.
Во время восстания Комунерос (1520-1522 гг.), после первых протестов, Альбасете поддержал нового императора Карла V, который в 1526 году пожаловал феодальное поместье города своей жене, императрице Изабелле Португальской. В этот период началось строительство церкви Сан-Хуан-Баутиста (Святого Иоанна Крестителя), которая впоследствии стала кафедральным собором.
Альбасете расположен в удобном положении между Мадридом и восточным побережьем Испании, и его сельскохозяйственные богатства привели к росту территории в течение следующих нескольких столетий, пока Филипп V не дал разрешение на ежегодную ярмарку (1710). Эта ярмарка была позже проведена в ограде, построенной Карлом III (1783).
Вскоре после этого, в 1834 году, в Альбасете был создан территориальный суд Audiencia (региональный суд), осуществляющий юрисдикцию над демаркацией, включающей провинции Сьюдад-Реаль, Куэнка, Мурсия и Альбасете.
Статус города Альбасете приобрел лишь в 1862 году, когда королева Изабелла II решила сделать этот населённый пункт столицей одноимённой провинции.
В годы Гражданской войны город стал центром формирования Интернациональных бригад.

## Города-побратимы
- Сан-Карлос (исп. San Carlos), Никурагуа[4];
- Вьен (фр. Vienne, франкопров. Vièna), Франция[5];
- Реконкиста (исп. Reconquista), Аргентина[6];
- Ла Лиза (исп. La Lisa), Куба[7];
- Унде (фр. Houndé), Буркина-Фасо[8];
- Наньчан (кит. упр. 南昌, пиньинь Nánchāng), Китай[9];
- Удине (итал. Udine, вен. Ùdine, фриульск. Udin), Италия.
- Бир-Гандус, Западная Сахара[10]
- Веленье (слв. Velenje), Словения[11]